# Ивашково (городской округ Шаховская)
Ива́шково — село в городском округе Шаховская Московской области, расположенное в 25 км от рабочего посёлка Шаховская, у границы с Тверской областью.
К селу с запада примыкает деревня Косилово, недалеко также находятся деревни Новое и Старое Несытово.
В селе 5 улиц: Запрудная, Новая, Северная, Тверская, Центральная.

## Население
| 1852 | 1859 | 1926  | 2002 | 2006 | 2010  |
| ---- | ---- | ----- | ---- | ---- | ----- |
| 847  | ↗872 | ↗1213 | ↘608 | ↗662 | ↗1141 |

## История
XVI—XVIII века
До 1521 года Ивашково принадлежало боярину Хилинову и называлось селом Хилино по имени своего владельца. В смутное время начала XVII века село подверглось разорению поляками, а жители были перебиты или разбежались. В 1626 году имевшаяся в селе церковь «стояла без пения», то есть службы там практически не велись.
После Хилинова село перешло к Ивану Зыкову, «сыну Дивова». Именно тогда, возможно, и изменилось название села. После Зыкова теперь уже Ивашково стало вотчиной Степана Ивановича и Богдана Кирилловича Тарбеевых. После них село принадлежало Якову Ивановичу Загряжскому.
В 1653 году в Ивашкове в приказе Успенской церкви числилось 24 двора. В 1668 году село было приобретено окольничим боярином Родионом Матвеевичем Стрешневым.
В 1769 году Ивашково — село Издетелемского стана Волоколамского уезда Московской губернии, находившееся во владении Елизаветы Петровны Глебовой-Стрешневой. В селе было 47 дворов.
Потомки рода Стрешневых владели селом до 1917 года, когда была отменена частная собственность на землю.
XIX век
В середине XIX века село относилось ко 2-му стану Волоколамского уезда Московской губернии и принадлежало Наталье Петровне Глебовой-Стрешневой. В селе было 90 дворов, крестьян 402 души мужского пола и 445 душ женского.
Поскольку село находилось рядом с проходившим в полутора верстах Зубцовским трактом, в нём сыздавна собирался торг, на который люди съезжались не только из окрестных деревень, но и из соседней Тверской губернии. По субботам у церкви собирался базар, а в престольный праздник, 29 августа, большая ярмарка.
В «Списке населённых мест» 1862 года — владельческое село 2-го стана Волоколамского уезда Московской губернии, по правую сторону Зубцовского тракта, шедшего из села Ярополча, в 47 верстах от уездного города, при безымянном пруде, с 92 дворами и 872 жителями (408 мужчин, 464 женщины).
После реформы 1861 года Ивашково быстро разрастается: открывается земское училище, потребительское общество, отделение почтово-телеграфной связи. В селе открывают свои заведения разбогатевшие крестьяне Шленов, Кутаков, Шумилов.
Межевые планы Волоколамского уезда 1879 года показывают, что село Ивашково с приписанными к нему Корневским, деревнями и пустошами, принадлежало супруге генерал-аншефа Глебова Елизавете Петровне Глебовой, за которой числилась 5141 десятина 1507 саженей земли и 166 ревизских душ крестьян.
В 1886 году в селе 155 дворов, 965 жителей, церковь, школа, 4 лавки, 2 свечных и кожевенный заводы.
По данным на 1890 год село входило в состав Плосковской волости, число душ мужского пола составляло 410 человек, имелись земское училище, почтовая станция и квартира полицейского урядника.
В конце XIX века село стало занимать ведущее место в торговой сфере. Из насчитывавшихся в нём 208 торговцев-промышленников 155 человек занимались скупкой и перепродажей различных сырых продуктов, 22 человека торговали в разнос, 12 служили половыми, 7 занимались мелкой и питейной торговлей в своем селении, а остальные 12 человек распределялись по различным отраслям торгового отхода.
XX—XXI вв.
В 1911 году на 150 дворов села Ивашково Плосковской волости насчитывались две чайные, трактир, два мануфактурных магазина, кирпичный завод. Тут же находились квартира полицейского урядника, земское училище, почтово-телеграфное отделение и казенная винная лавка.
24 мая 1910 года было учреждено Ивашковское кредитное товарищество, обслуживавшее Плосковскую и Марковскую волости Московской губернии, Ульяновскую и Дорожаевскую волости Тверской губернии. В отчетах за 1911 год (опубликованы в «Известиях Московской Губернской Земской Управы» в июле 1912 года) указано число членов товарищества — 633, большинство из которых были из среды крестьян, мелких торговцев, учителей и священников. Всем членам в 1912 году был открыт кредит на общую сумму 28790 руб. с круговой ответственностью. В среднем на одного члена приходилось по 45 руб. 50 коп. За 7 месяцев 1911 года выдано было 695 ссуд на сумму 13577 руб. В основном ссуды брались на покупку семян и кормов.
18 марта 1911 года было основано Ивашковское потребительное общество, в которое в том же году вступили 224 человека.
После Октябрьской революции село стало центром Ивашковского сельсовета, входившего сначала в Плосковскую волость, а с 1924 года по 1929 год — в Раменскую волость. По данным Всесоюзной переписи населения 1926 года в селе проживало 1213 человек (589 мужчин и 624 женщины) в 255 хозяйствах (234 крестьянских), имелись диспансер и семилетняя школа. Единоличные хозяйства в селе к тому времени уже были ликвидированы. В переписных сведениях указывается, что по субботам у церкви проходил большой базар.
С 1929 года в селе работала сельскохозяйственная артель «Искра» (1059,49 га), первым председателем которой был избран М. С. Коротков.
В конце 1930-х годов в Ивашкове были неполная средняя школа, почта, больница.
В период оккупации Шаховского района немецко-фашистскими войсками в Ивашкове были убиты 4 мирных жителя, 4 человека искалечены, 10 человек угнаны на работу в Германию, сожжён и разрушен 131 жилой дом.
Сразу же после освобождения села Красной армией в селе начали работать больница, неполная средняя школа, изба-читальня, библиотека. В 1944 году был утверждён план застройки и благоустройства села.
20 марта 1950 года колхозы «Искра» (Ивашково), «Победа» (Косилово), «Батрак» (Новое Несытово) были объединены в колхоз «Победа», к которому через три месяца присоединились колхозы им. Ленина (Дмитровка, Орешки, Старое Несытово), «Ленинский путь» (Дулепово), «Маяк» (Плоское), «Трудовик» (Тарасово), «Труд» (Щукина Сечь) с образованием нового колхоза «Имени Ленина».
8 ноября 1961 года постановлением Совета министров СССР был учреждён совхоз «Ивашково», директором которого стал М. С. Коротков, бывший до того председателем колхоза «Имени Ленина» с 1945 года. Сменивший его В. А. Киселев руководил совхозом более 20 лет.
Во времена экономических реформ, связанных с переходом на рыночные механизмы, сменившее совхоз АО «Ивашково» переживало трудные времена, но ныне (2009) хозяйство вновь стало одним из лучших в районе.
1994—2006 гг. — центр Ивашковского сельского округа.
2006—2015 гг. — село сельского поселения Раменское.
2015 — н. в. — село городского округа Шаховская.
Церкви в Ивашково
Есть исторические сведения о наличии в селе деревянной церкви Успения Пресвятой Богородицы, которая в 1626 году «стояла без пения». С 1677 года церковь в Ивашкове была переименована в честь Спаса Нерукотворного образа с приделом Успения Пресвятой Богородицы.
В 1794 г. в селе была освящена новая деревянная церковь Спаса Нерукотворного Образа. Простояв в Ивашкове 75 лет, в 1869 году здание храма было продано и перенесено в село Николо-Пустынь Зубцовского уезда Тверской губернии. К тому времени в селе была возведена каменная Спасская церковь с приделом Богоявления, освящённая, по данным Донского монастыря, в 1861 году. Проект храма был взят из альбома типовых сельских церквей К. А. Тона, главного архитектора известного храма Христа Спасителя в Москве. Оба здания, деревянное и каменное, простояли рядом восемь лет. В Волоколамском музее сохранилось приглашение 1873 года на освящение Спасской церкви села Ивашково. По сравнению с другими приходами приход Спасской церкви не был многочисленным: в 1866 году в нём насчитывался 131 двор, 540 мужчин, 643 женщины, а также 71 двор раскольников.
В 1936 году Спасская церковь была закрыта. В период битвы за Москву в ней размещался военно-полевой госпиталь. Во время немецко-фашистской оккупации в храме были возобновлены богослужения, проводимые бывшим иеромонахом Новоторжского монастыря Ефремом (Николаевым). После освобождения села он был арестован, обвинён в пособничестве фашистам и расстрелян вместе с церковным старостой.
В 1942—1944 годах в здании церкви снова размещались эвакогоспитали. В 1947 году богослужения в церкви возобновились. В очередной раз храм был закрыт решением Мособлисполкома в 1961 году. Колокольня была снесена, а в церкви разместился клуб и склад совхоза.
С 1991 года Спасская церковь стала восстанавливаться под руководством священника Алексея Русина.
В 1995 году при Спасской церкви была открыта воскресная школа и организован детский хор, который сопровождает своим пением все богослужения.
С января 1998 года Спасским храмом издается бесплатное приложение к районной газете — «Спасский листок», который информирует жителей района о православных праздниках, событиях церковной жизни в Шаховском районе и во всей Православной Церкви.
В 1998 году при Спасском храме была открыта церковная библиотека, к 2013 году она насчитывает около 6000 наименований православной литературы и более 300 православных видеофильмов и аудиодисков.
С 2006 года Спасским храмом выпускается видеофильм «Православный вестник», который рассказывает о всех событиях церковной жизни в Шаховском благочинии и Московской епархии, а также о церковных праздниках. Ежемесячно DVD-диски бесплатно распространяются по общеобразовательным школам Шаховского района. Многие сюжеты «Православного вестника» были показаны на каналах «Союз» и «Спас».

## Образование и экономика
В селе работают Ивашковская сельская средняя школа (до 9 класса) и интернат для начальной школы.
В центре села находятся три рабочих продуктовых магазина. Рядом с центром расположен приют для детей и подростков и детский сад. Имеется также почтовое отделение (Новая улица, 1).
Ближе к Косилово расположен пруд.

## Достопримечательности
- В селе находится церковь Спаса Всемилостивого, построенная во второй половине XIX века и признанная памятником архитектуры постановлением правительства № 84/9 от 15 марта 2002 года[20].
- Памятник на братской могиле на восточной окраине села, где захоронены останки 328 советских солдат, из которых установлены только семь имён. В селе в Спасской церкви в январе-феврале 1942 года размещался эвакогоспиталь № 1953, умерших там бойцов хоронили в общем захоронении.[21]
- Дом культуры.
- Памятник В. И. Ленину.
- Мемориал павшим во время войны солдатам, находится рядом с Домом Культуры.

## Транспорт
Из посёлка Шаховская до Ивашково ходит автобус № 33. Через село проходит маршрут на город Зубцов. Ранее ежедневно ходил автобус до станции Тушино (Москва).

## Известные уроженцы
- Вавилов, Иван Ильич (1863—1928) — российский предприниматель, гласный Московской городской думы (1909—1916), отец учёных Николая и Сергея Вавилова. Могила его отца Ильи Вавиловича Вавилова на церковном кладбище была разорена несколько десятилетий назад во время открытия клуба в здании бывшей церкви[8].